# Балістичний щит

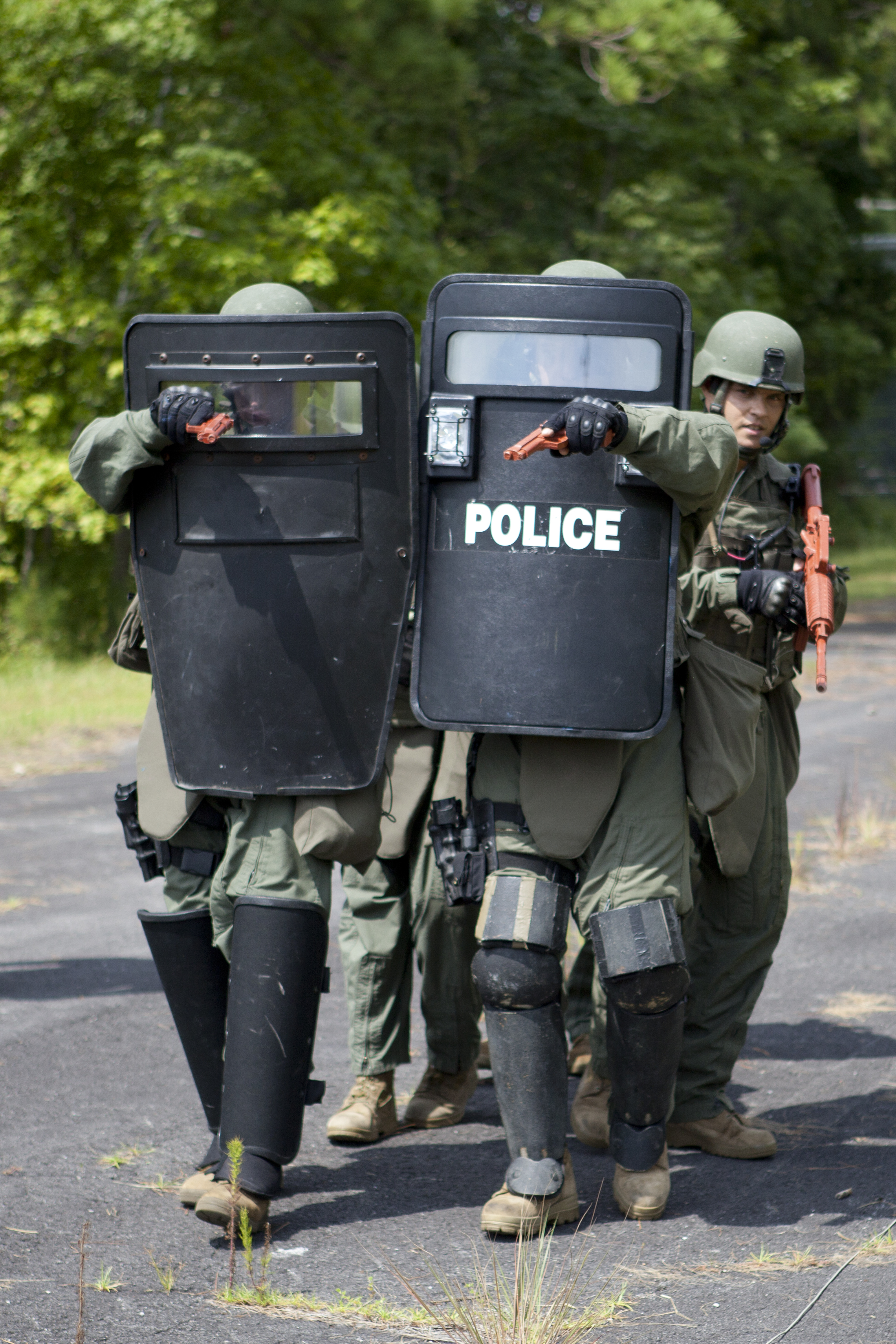
Бійці групи спеціального реагування військової поліції морської піхоти США з муляжами зброї та балістичними щитами під час навчань. 2013 рік.

Балістичні щити — це спеціальні засоби захисту, призначені для захисту користувача від вогнепальної зброї, а також осколків та фрагментів вибухових пристроїв. Альтернативні назви — «тактичний щит», «протикульовий щит», «штурмовий щит»; в англійській мові поширені назви англ. bunker shield, дос. «бункерний щит» або англ. body bunker, дос. «бункер для тіла».  Балістичні щити використовуються бійцями силових структур (в сучасності — зазвичай правоохоронних органів, див. нижче), як в обороні, так і під час штурмів.

## Дизайн

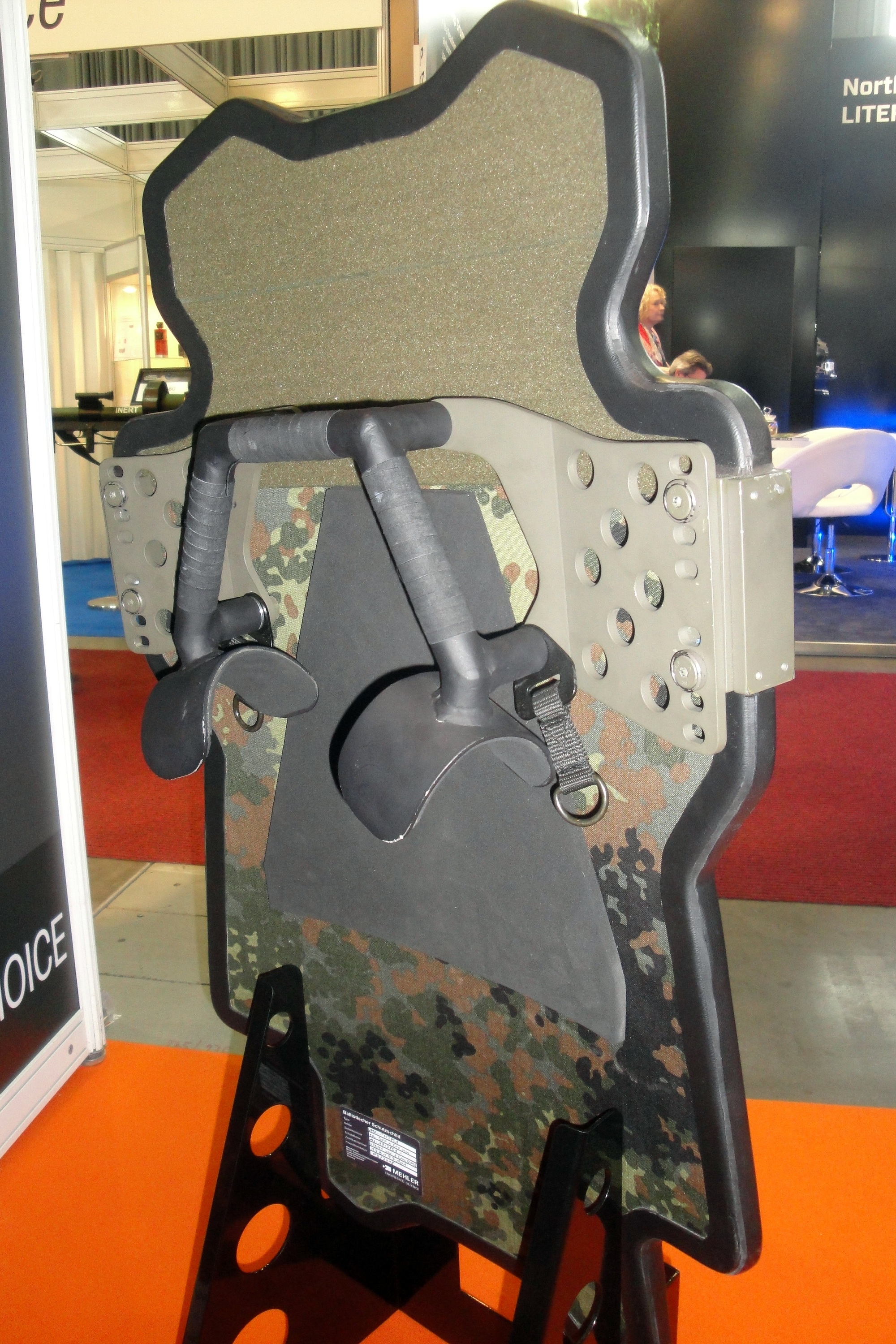
Вигляд ззаду.

Балістичні щити доступні в різних розмірах і формах: більші щити забезпечують кращий захист, але з ними важче пересуватися, і навпаки — менші дозволяють кращу мобільність, але менше захищають. Найпоширеніші розміри балістичних щитів коливаються від 20 x 30 дюймів (51 x 76 см) до 24 x 36 дюймів (61 x 91 см). Існують невеликі щити розміром приблизно 50 на 40 см, призначені для використання, коли поблизу є додатковий захист (дерева, стіни тощо); такі щити легко перевозити в автомобілі для швидкого доступу в випадку неочікуваної загрози. Інші щити значно більші — приблизно 120 на 60 см — і забезпечують захист всього тулуба і голови. Найбільші балістичні щити розміром мають розміри 1×1,5 м, броню IV класу і можуть прикривати кількох правоохоронців одночасно.  Оскільки такі щити важать 30–70 кг, вони встановлюються на колеса або кріпляться на спеціальні візки. 
Форми балістичних щитів також бувають різні. Пласкі щити дешевші (оскільки їх легше виготовляти) і часто мають пристрої для з'єднання разом вертикально або горизонтально, створюючи більше укриття. Опуклі щити забезпечують кращий захист від пострілів під кутом, і з ними легше маневрувати. 
Броня сучасних балістичних щитів подібна такій у бронежилетах. Вони, зазвичай виготовляються з фіброармованих пластикових композитів, таких як араміди (кевлар, тварон), або UHMWPE (Dyneema, Spectra). Для протидії бронебійним кулям може використовуватися керамічне покриття (корунд, карборунд, карбід бору). 
Зазвичай балістичні щити мають оглядове віконце з прозорого куленепробивного матеріалу (наприклад, полікарбонат). Віконця бувають різних розмірів і форм — в одних ситуаціях достатньо невеличкого віконця, в інших випадках зручніші ширші та вищі, що дозволяють щитоносцю дивитися не лише прямо вперед, але і в боки, вгору та вниз. У деяких випадках віконце через свою броньованість є найважчою частиною щита. 
Нерідко на балістичних щитах установлюють ліхтарі, що покращують бачення у темряві і дозволяють засліпити супротивника. Ліхтарі прикріплюються або приклеюються до щита, бувають повністю в нього інтегровані. Якщо ліхтар знаходиться з зовнішньої сторони, він також має бути кулестійким.  Деякі щити мають вбудовані в задню поверхню сходинки, що дозволяє використовувати щит як драбину. 
Рекомендовані характеристики балістичних щитів для поліції включають можливість носити їх протягом тривалого часу і перезаряджати зброю, тримаючи щит, а також вести влучний вогонь з однієї руки. Носіння щита в одній руці обмежує типи вогнепальної зброї, які можна використовувати іншою рукою, і робить неможливими певні методи стрільби. Втім, типова тактика SWAT полягає в тому, що один боєць несе щит, прикриваючи себе і другого бійця, озброєного автоматом. 

## Історія
Історичним попередником балістичного щита як великого щита для просування під обстрілом і ведення вогню з-під його прикриття була павеза. Якийсь час після розповсюдження вогнепальної зброї були спроби створення щитів, які витримували б постріл, але подібні захисні пристрої ставали все важчими і зрештою вийшли з використання, ставши вкрай незручними для транспортування в умовах відсутності належного транспорту.
На початку XX століття в арміях світу повернулися до ідеї застосовувати щити для захисту від куль та осколків. Перше значне використання щитів у «сучасному» бою відбувалося під час російсько-японської війни, особливо під час облоги Порт-Артура. Японські піхотинці масово використовували великі переносні щити (так звані «щити Чіба»), які мали товщину до 10 мм і важили 10-15 кг. Незважаючи на очевидну громіздкість таких щитів, вони виявилися досить ефективними в умовах бою того часу.
Найширше з портативними щитами для піхоти експериментували у часи Першої світової війни. Збереглися численні моделі різноманітних щитів. Зазвичай вони поділялися на щити для гвинтівок, щити для просування та важкі позиційні щити. Перші кріпилися до гвинтівки, були легкими та портативними, але забезпечували мінімальне прикриття. Щити для просування були більшого розміру, часто мали ніжки для опори на землю і використовувалися для прикриття користувача під час зміни позиції. Позиційні щити, найважчі, мали на меті захистити фіксовану позицію снайпера, кулемета тощо. 
Зокрема, Франція розробила щити Daigre з хромованої сталі, розмірами приблизно 60 на 35 см, 0,7 см завтовшки і вагою приблизно 9,5 кг. Конструкція мала ремені, що дозволяли носити щит як на руці, так і надягати на шию, прикриваючи торс як примітивним бронежилетом. Італійські військові мали щити Ansaldo подібних параметрів, обладнані ніжками, що дозволяли встановити щит на землю. Втім, до 1916 року обидві сторони конфлікту навчилися знищувати піхотні щити завдяки розробці спеціально створених бронепробивних боєприпасів, а спроби використовувати більш товсті щити показали, що вони стають надто важкими і непрактичними. 

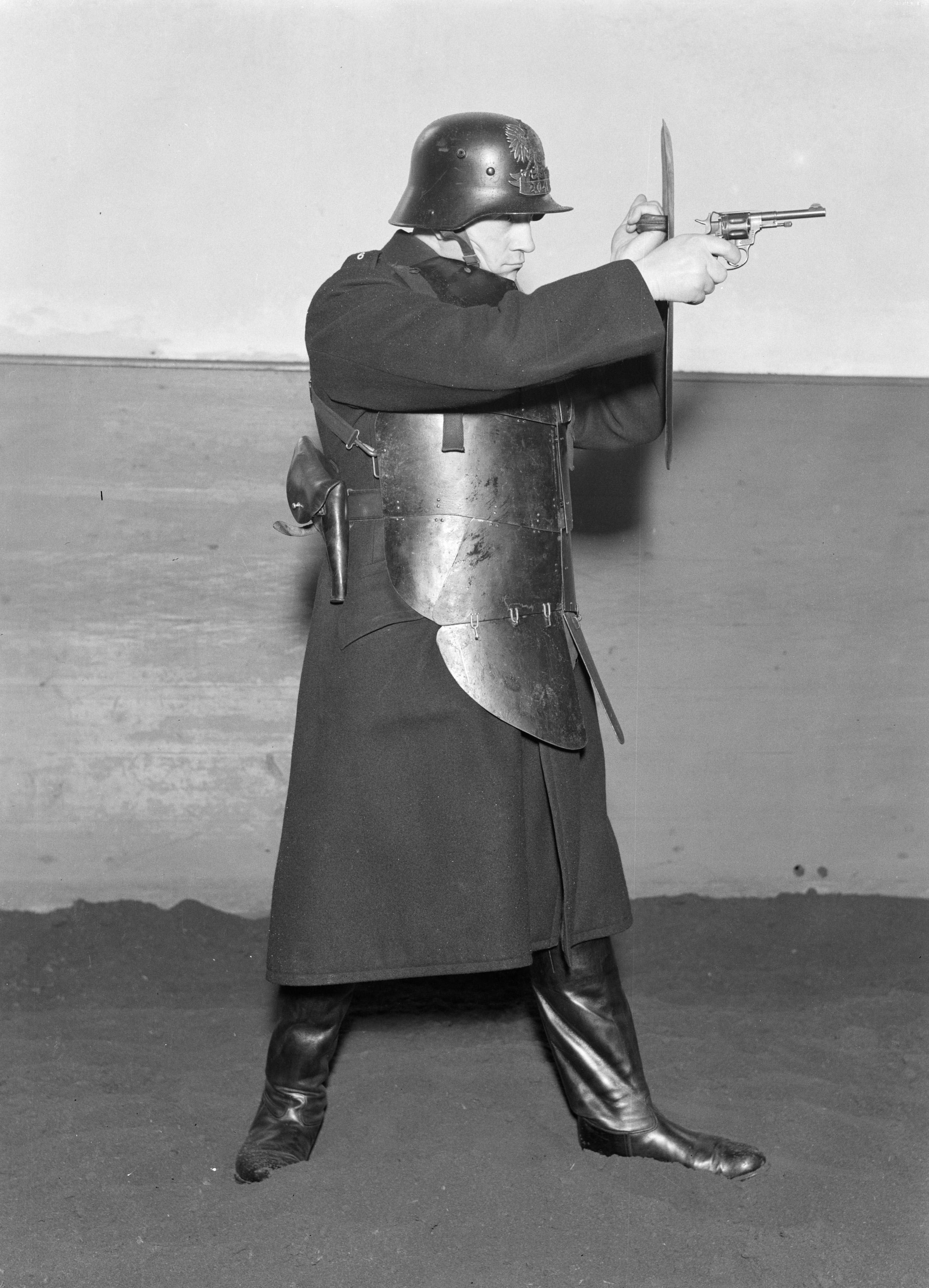
Констебль штурмової групи Державна поліція (Польща) з примітивними бронежилетом і щитом. 1934 рік.

В подальших війнах щити використовувалися рідко. Якщо Перша світова була переважно «окопною», потребувала укріплень і створювала природний попит на мобільні та напівмобільні щити, то вже Друга світова війна характеризувалася повсюдним поширенням бронетехніки, а отже, пропорційною повсюдністю зброї для ураження броні. До того ж, Друга світова війна також велася набагато динамічніше і рідко створювала відповідні обставини для використання переносних балістичних щитів.
Втім, легкі броньовані щити продовжили використовуватися в перестрілках поліцією. Зокрема, у 1929 році ліверпульський винахідник Роберт Гледстон (до того він розробив сталевий протиударний щит для поліції у 1914) створив портативний куленепробивний щит на колесах, обладнаний оглядовими отворами і амбразурою для стрільби. 

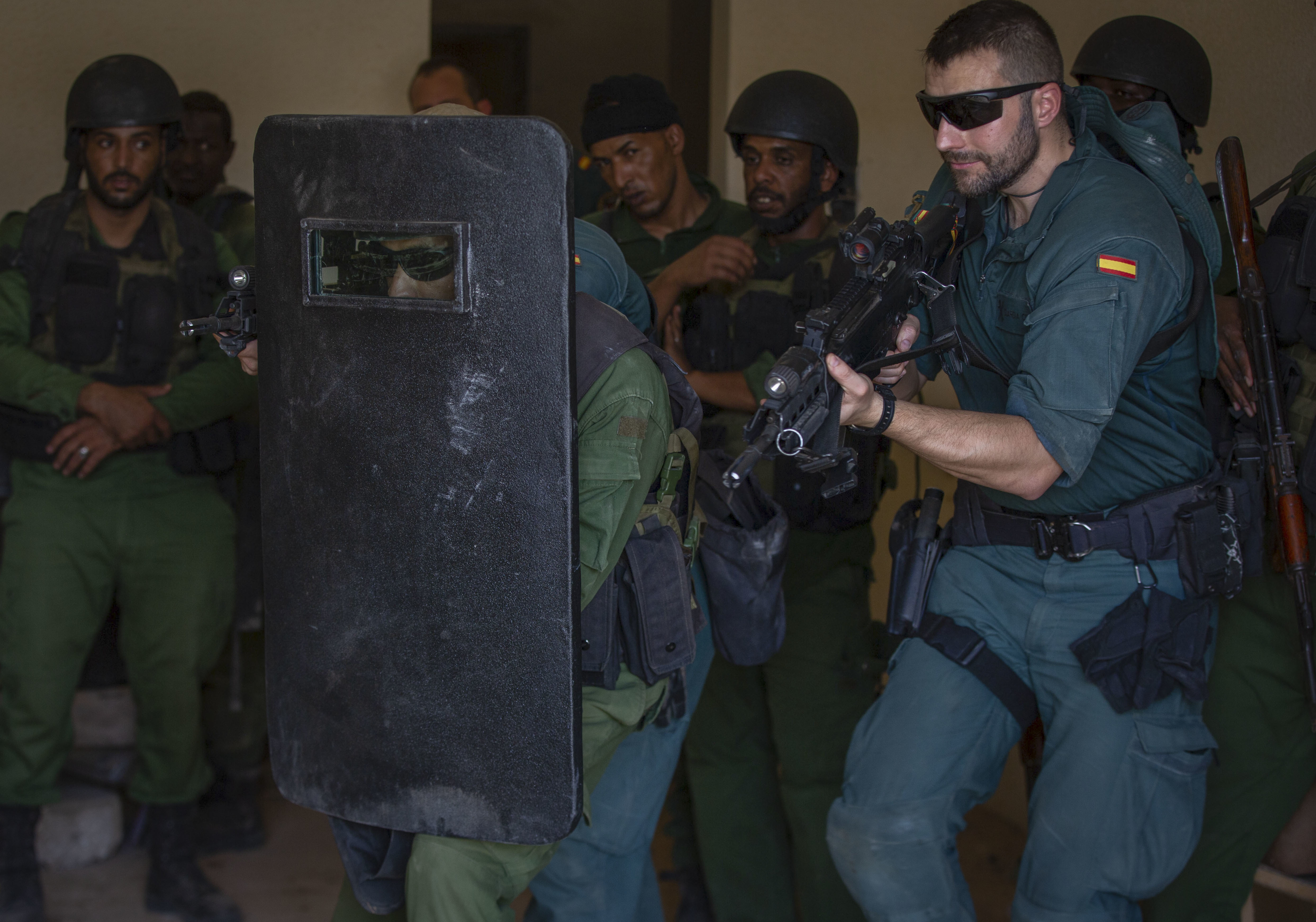
Солдат Збройних сил Мавританії з балістичним щитом під прикриттям іспанської Цивільної гвардії

Балістичні щити в сучасному застосуванні в основному зустрічаються на озброєнні правоохоронних органів. У цьому контексті недоліки застосування щита набагато менш значні, ніж на війні: перестрілки за участю поліцейських зазвичай набагато коротші за тривалість битви; вони відбуваються без необхідності попереднього тривалого маршу; як правило, в перестрілках не застосовуються бронебійні боєприпаси; поліцейські як правило заздалегідь знають, з якого напрямку по них стрілятимуть (а часто і з якої саме зброї) та мають значно менший ризик бути обійденими супротивниками. 